# Forza Nazionale di Difesa
La Forza Nazionale di Difesa (FND) (in arabo قوات الدفاع الوطني, Quwat ad-Difāʿ al-Watanī) è stato un gruppo militare siriano organizzato dal governo del presidente Bashar al-Assad e impegnato negli eventi della guerra civile siriana.

## Formazione
La Forza Nazionale di Difesa era l'istituzionalizzazione da parte del governo siriano dei "Comitati Popolari" nati spontaneamente in molte città con scopo di autodifesa in particolare nei confronti delle milizie ribelli islamiste.
Fu creata verso la fine del 2012 e i suoi membri venivano equipaggiati, addestrati e stipendiati dal governo. La Forza Nazionale di Difesa era un organismo parallelo all'esercito regolare, pur operando insieme ad esso come complemento di fanteria, ed aveva una forte capacità attrattiva nei confronti della popolazione in quanto viene impiegata a scopi difensivi nelle aree di reclutamento. La creazione della FND e la sua popolarità giocarono un ruolo fondamentale nel temporaneo ribaltamento delle sorti del conflitto a partire dalla metà del 2013.
Sebbene la FND fosse considerata una milizia laica, la maggior parte dei suoi membri provenivano dalle minoranze religiose siriane. Principalmente i miliziani erano alauiti, sciiti, cristiani e drusi.
Il numero di miliziani della FND salì dai 60 000 del giugno 2013 ai 100 000 dell'agosto 2013.
Esisteva una divisione composta da sole donne chiamata "Leonesse della Difesa Nazionale" di circa 500 elementi.

## Organizzazione
Le truppe della Forza Nazionale di Difesa erano organizzate sotto comandi provinciali. Agivano prevalentemente a livello locale e come milizia territoriale di difesa, in coordinazione con l'esercito siriano.

## Addestramento
A differenza di altre milizie la FND era finanziata e addestrata direttamente dal governo siriano. I miliziani della Forza di Difesa Nazionale venivano sottoposti ad un addestramento che poteva variare da due settimane ad un mese, a seconda della specialità individuale dei suoi membri: erano infatti divisi in combattenti, tiratori scelti e intelligence.